# Prioni
Prioni (priones) su neispravno savijeni proteini koji imaju mogućnost inducirati krivo presavijanje ispravnih proteina iste vrste. Riječ prion dolazi od proteinaceous infectious particle. Prione je otkrio Stanley B. Prusiner 1982. godine na sveučilištu California u San Franciscu.
Prioni uzrokuju različite prionske bolesti, također zvane i prijenosne spongiformne encefalopatije; zbog svojeg nepravilnog oblika prioni gube svoju originalnu funkciju te se nakupljaju u stanicama što uzrokuje smrt stanice. Sve poznate prionske bolesti napadaju isključivo živčani sustav i uzrokuju neurodegenerativne poremećaje. Te su bolesti progresivne, nemaju poznat lijek te su uvijek fatalne. Primjeri prijenosnih spongiformnih encefalopatija su goveđi spongiformni encefalitis (poznat kao i kravlje ludilo), skrepi bolest ovaca, Creutzfeldt-Jakobova bolest, fatalna obiteljska insomnija i kuru.
Prionske bolesti mogu biti genetski naslijeđene ili infektivne, a mogu se pojaviti i sporadično bez poznatih genetskih poremećaja ili izlaganju izvorima infektivnih prionskih bolesti. Prioni kao takvi su iznimno rijetka pojava, no vrlo ih je teško eliminirati jer su vrlo otporni na većinu metoda sterilizacije.

## Bolesti uzrokovane prionima
Skrepi, spongiformna encefalipatija ovaca, koza i muflona, je oboljenje koje je poznato više od 250 godina. Klinički znaci javljaju se kod ovaca starosti 2-5 godina i traju do 1 mjeseca sa smrtnim ishodom. Životinje postaju toliko osjetljive i češu se da ponekad ogule ili sastružu vunu (naziv skrepi potječe iz engleskoga to scrape - oguliti), kasnije nastaju tremor, ataksija i smrt.
Spongiformna encefalopatija goveda (BSE) prvi put je otkrivena u Ujedinjenom Kraljevstvu 1986 godine. Zaražene životinje nestabilne su na nogama, gube na težini, nervozne su i zbog toga dobivaju ime „lude krave”. Zajedničko je bilo kod svih slučajeva BSE-a ishrana s mesno koštanim brašnom kontaminiranim uzročnikom ovčijeg skrepija PrPSc. Promjene u ponašanju i temperamentu su obično najraniji znaci bolesti koji se mogu uočiti i kod skrepi i životinja zaraženih BSE-om. Konzumacija kontaminiranog mesa uzrokuje varijantu Creutzfeldt-Jakobove bolesti u ljudi (vCJD).
Creutzfeldt-Jakobova bolest (CJD) neurodegenerativna je bolest ljudi koja ima slične simptome kao Alzheimerova bolest, no smrtonosna je i progresija bolesti je puno brža. Bolest se najčešće razvija sporadično, a može biti i genetički nasljediva (manje od 15 % slučajeva). Manji broj slučajeva uzrokovan je kontaminiranim mesom.
Kuru je prionska bolest uzrokovana konzumacijom kontaminiranoga moždanoga tkiva. Iznimno je rijetka, no bila je prevalentna u plemenima Nove Gvineje jer su njezini pripadnici tijekom posmrtnih rituala konzumirali mozak pokojnika što bi prouzročilo daljnje širenje bolesti na druge. Uzrokuje neurodegeneraciju te slične simptome kao i druge prijenosne spongiformne encefalopatije, posebice CJD.

## Funkcija priona u gljiva
Dok u ljudima i drugim životinjama prioni mogu izazvati strašnu bolest, drugi organizmi koriste prione da ostanu zdravi. Neke gljive, na primjer, sintetiziraju HET-ov prionski protein, prikazan ovdje u svojem pogrešnom obliku, iz PDR datoteke 2rnm. Ovaj protein ima posebnu ulogu u rastu gljiva. Neki pojedinci imaju različite HET-ove koji mogu uzeti samo jedan oblik, dok drugi pojedinci imaju malo drugačiji protein proteina koji mogu uzeti oba oblika. Kada dvije kolonije gljiva dođu u kontakt jedni s drugima, razmjenjuju biološki materijal spajanjem nekih stanica i time stvarajući neke velike stanice s više jezgri. Rastaljene stanice umiru ako imaju nekompatibilne oblike HET-proteina. To postaje prednost jer promiče biološku raznolikost u populaciji, čuvajući kolonije odvojene i time ograničavajući širenje virusnih infekcija.